# Petrovo Selo (Bośnia i Hercegowina)
Petrovo Selo (cyr. Петрово Село) – wieś w Bośni i Hercegowinie, w Republice Serbskiej, w gminie Gradiška. W 2013 roku liczyła 329 mieszkańców.